# Cuộc đột kích Abu Kamal năm 2008

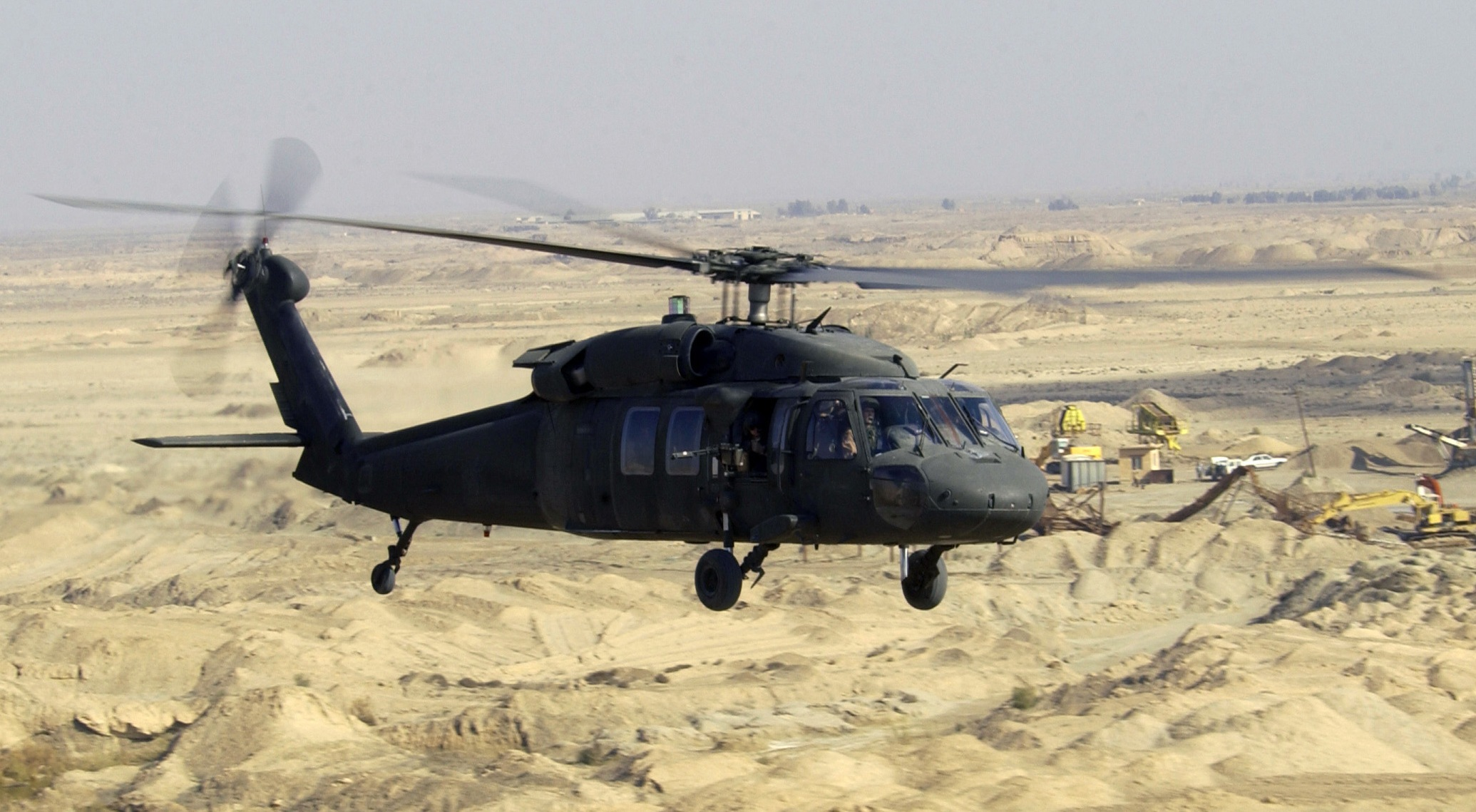
Trực thăng chở lính vài cây số vào trong lãnh thổ Syria

Cuộc đột kích vào Abu Kamal là một cuộc tấn công bằng trực thăng quân sự của Lực lượng Biệt kích Hoa Kỳ vào lãnh thổ Syria ngày 26 tháng 10 năm 2008. Đây là cuộc tấn công đầu tiên của lực lượng Mỹ vào lãnh thổ Syria Nội các Syria đã lên án vụ tấn công, gọi đó là một hành vi "sát nhân và khủng bố" trên lãnh thổ của mình, tất cả tám người chết đều là thường dân. Tuy nhiên theo một nguồn quân sự Hoa Kỳ vô danh nói mục tiêu là các tay súng hải ngoại băng qua Syria để tham gia cuộc nổi loạn Iraq chống lại Liên minh tại Iraq và chính phủ Iraq.

## Bối cảnh
Ít ngày trước cuộc tấn công, lực lượng Hoa Kỳ ở miền tây Iraq đang gia tăng gấp đôi nỗ lực kiểm soát vùng biên giới được mô tả là "một đầu cầu không thể nào kiểm soát", từ trước đến nay vẫn là con đường xâm nhập của các tay súng ngoại quốc và vũ khí của quân nổi dậy vào Iraq. Khu vực này gần thành phố Qaim từng bị loạn quân chiếm tháng 4 năm 2005 và một tháng sau Thủy quân Lục chiến Hoa Kỳ mới lấy lại được sau những trận giao tranh dữ dội. Chỉ sau khi các bộ tộc Sunni ở tỉnh Anbar hợp tác với quân đội Hoa Kỳ và quay lại chống al-Qaeda từ cuối năm 2006 vùng này mới được kiểm soát.
Hôm thứ Năm 23 tháng 10 năm 2008, Thiếu tướng John F. Kelly của quân đội Hoa Kỳ nói rằng biên giới phía tây giáp Ả Rập Xê Út và Jordan được lực lượng an ninh kiểm soát tương đối an toàn nhưng biên giới với Syria "hãy còn là vấn đề khác".

## Cuộc đột kích
Hãng thông tấn nhà nước Syria cho biết 4 phi cơ trực thăng Hoa Kỳ, chở theo các binh sĩ, đã đáp xuống và tấn công trang trại Sukkariyeh gần thị trấn Abu Kamal trên lãnh thổ Syria cách biên giới Iraq 8 km. Cuộc xạ kích xảy ra trước lúc hoàng hôn ngày Chủ nhật 26 tháng 10 nhắm vào một căn nhà thường dân đang được xây cất bên trong có nhiều công nhân đang làm việc. Đây là một cuộc tấn công hết sức hiếm hoi sang phần đất Syria nằm sát biên giới với Iraq, giết chết 8 người.

Khu vực Al-Qa'im/Abu Kamal tại biên giới Syria-Iraq

Một sĩ quan Hoa Kỳ cho biết cuộc tấn công do lực lượng biệt kích thực hiện, nhằm vào một hệ thống chiến binh ngoại quốc, có dính dáng đến nhóm khủng bố al-Qaeda, đang hoạt động trong vùng biên giới Syria-Iraq, và thường đột kích sang phần đất Iraq.
Hoa Kỳ đã không có cách nào ngăn chặn được hoạt động của hệ thống này, trong khi chính quân đội Syria cũng không thể đưa được lực lượng vào để kiểm soát vùng này.
Sĩ quan Hoa Kỳ trên, yêu cầu được miễn nêu tên, nói tiếp: "Chính vì vậy chúng tôi đã phải tự lo đảm trách mà thôi", sau khi nhìn nhận cuộc tấn công qua biên giới này, chắc chắn sẽ gây nên các phản ứng chính trị dữ dội.
Chính quyền Syria nói rằng 8 người chết trong vụ tấn công phần lớn là nông dân, trong đó có 4 trẻ em.

### Nhân chứng
Một dân làng Syria chứng kiến cuộc tấn công kể lại ngày 27 tháng 10, là ông đã trông thấy các biệt kích Mỹ bắt cóc ít nhất hai người và đưa lên trực thăng, trong khi rút lui. Dân làng này đã yêu cầu được miễn nêu tên vì lo sợ cho tính mạng mình.
Một dân làng khác cũng ở gần địa điểm bị tấn công, đã đưa ra một đoạn phim tự quay bằng máy điện thoại riêng, cho thấy rõ 4 phi cơ trực thăng Hoa Kỳ đang bay hướng về chỗ dân làng đứng, chỉ lên trời như một hành động báo động.
Một nhà báo của hãng thông tấn AP cho biết địa điểm xảy ra cuộc tấn công nằm về phía Đông Syria, và có được xem qua phần phim quay bằng máy điện thoại, dù không được rõ lắm.

## Hậu quả

### Syria
Hôm thứ Ba 28 tháng 10, chính phủ Syria đã ra lệnh đóng cửa một trường học và một trung tâm văn hóa của Hoa Kỳ tại thủ đô Damascus, để đáp lại một cuộc tấn công của Hoa Kỳ, theo cơ quan thông tấn nhà nước của Syria.
Các viên chức Hoa Kỳ nói cuộc đột kích đã giết chết một đặc vụ hàng đầu của al-Qaeda ở Iraq, người mà tin tình báo cho rằng sắp sửa thực hiện một cuộc tấn công tại Iraq. Nhưng cả Syria lẫn chính phủ Iraq đều chỉ trích vụ tấn công.
Trường học và trung tâm văn hóa, có liên hệ tới tòa đại sứ Hoa Kỳ, phục vụ một cộng đồng nhỏ người Mỹ ở thủ đô của Syria và các cư dân ngoại quốc khác.
Cùng ngày thứ Ba, nội các Syria đã lên án vụ tấn công, gọi đó là một hành vi "man rợ, một cuộc gây hấn nghiêm trọng".
Quyết định đóng cửa trường học và trung tâm văn hóa Mỹ được đưa ra tại một cuộc họp nội các dưới sự chủ tọa của Thủ tướng Naji Otari. Các bộ trưởng giáo dục và văn hóa được lệnh thi hành quyết định này.
Tại Washington, D.C., hôm thứ Ba, phát ngôn viên Bộ Ngoại giao Robert Wood nói với các phóng viên rằng ông đã nghe nói về lệnh đóng cửa, nhưng ông không chịu bình luận thêm bởi vì Hoa Kỳ chưa được chính phủ Syria chính thức thông báo.
Các quan hệ giữa Hoa Kỳ và Syria đã suy đồi kể từ sau vụ ám sát cựu Thủ tướng Rafik Hariri của Liban vào tháng 2 năm 2005 - vụ ám sát mà nhiều người đổ lỗi cho Syria.
Hoa Kỳ đã rút đại sứ của mình và gia tăng một cuộc tẩy chay ngoại giao nhắm vào Syria, khi cáo buộc Syria gây bất ổn ở Liban, gởi loạn quân tới Iraq và ủng hộ các nhóm dân quân Hezbollah và Hamas chống Israel.
Syria, nước từ nhiều năm nay đã nằm trên một danh sách của Bộ Ngoại giao Hoa Kỳ liệt kê những nước bảo trợ khủng bố, phủ nhận sự dính dáng trong vụ ám sát ông Hariri và gọi những nhóm mà họ ủng hộ như các phong trào kháng chiến có chính nghĩa.
Cùng với lệnh đóng cửa, hôm thứ Ba Syria cũng yêu cầu Hội đồng Bảo an Liên Hợp Quốc lên án vụ tấn công của Hoa Kỳ và có biện pháp chống lại Hoa Kỳ.

### Phản ứng quốc tế
Trong khi đó, phát ngôn viên Ali al-Dabbagh của chính phủ Iraq nói Iraq không muốn lãnh thổ của mình được sử dụng cho những cuộc tấn công vào các nước láng giềng, nhưng ông cũng kêu gọi Syria hãy dẹp trừ các "tổ chức" hoạt động trên lãnh thổ của họ với ý định làm hại Iraq. Bộ Ngoại giao Nga đã lên án Hoa Kỳ trong cuộc tấn công này và cho rằng gây nên một tình trạng căng thẳng thêm cho vùng Trung Đông. Việt Nam phản đối cuộc tấn công quân sự của Hoa Kỳ và nói toàn vẹn lãnh thổ của các quốc gia phải luôn luôn được hoàn toàn tôn trọng. Cuba thể hiện sự kết án mãnh liệt cho vụ tấn công, mô tả nó như là một hành động tội phạm và vi phạm luật pháp quốc tế.